# پوجیوفیریتو
پوجیوفیریتو (به ایتالیایی: Poggiofiorito) یک کومونه در ایتالیا است که در استان کییتی واقع شده‌است.

## خصوصیات
پوجیوفیریتو ۹ کیلومترمربع مساحت و ۹۷۶ نفر جمعیت دارد و ۲۹۹ متر بالاتر از سطح دریا واقع شده‌است.